# Scolecenchelys xorae
Scolecenchelys xorae är en fiskart som först beskrevs av Smith, 1958.  Scolecenchelys xorae ingår i släktet Scolecenchelys och familjen Ophichthidae. Inga underarter finns listade i Catalogue of Life.